# Juicio a Blanca Ibáñez
El juicio a Blanca Ibáñez sucedió en Venezuela durante 1994 y su veredicto fue la condena de Blanca Ibáñez, secretaria y pareja del expresidente Jaime Lusinchi, a un año de cárcel por complicidad en el uso ilegal de fondos reservados para comprar 65 jeeps que fueron entregados a los militantes del partido Acción Democrática durante la campaña electoral de 1988. Ibáñez no cumplió condena porque escapó del país.

## Historia
En 1989 Carlos Tablante Hidalgo, del partido Movimiento al Socialismo denunció a Ibáñez como presunta figura clave del caso Recadi, a través de «manipulación y remoción de cargos públicos, gestión de contratos, concesiones y regalías fiscales para personas allegadas y ocultamiento de informaciones sobre su patrimonio particular» La revista colombiana Semana declaró que «nunca se había destapado un escándalo económico de esas dimensiones (en Venezuela)».
En 1990 Ibáñez abandonó el país, radicándose en Miami, y declarándose en años siguientes «perseguida de odio» junto a Lusinchi, quien convivió con ella en el extranjero. En 1992 Costa Rica le concedió asilo político, cuando la Corte Suprema de Justicia se preparaba para emitir una orden de extradición en su contra. El diario El País declaró en 1997 que «la única venezolana que casi gobernó el país sin haber sido electa fue Blanca Ibáñez».